# Corinth (Misisipi)
Corinth es una ciudad del Condado de Alcorn, Misisipi, Estados Unidos. Según el censo de 2000 tenía una población de 14.054 habitantes.

## Demografía
Según el censo de 2000, había 14.054 personas, 6.220 hogares y 3.800 familias residiendo en la localidad. La densidad de población era de 178,2 hab./km². Había 7.058 viviendas con una densidad media de 89,5 viviendas/km². El 76,28% de los habitantes eran blancos, el 21,60% afroamericanos, el 0,09% amerindios, el 0,36% asiáticos, el 0,12% isleños del Pacífico, el 0,84% de otras razas y el 0,73% pertenecía a dos o más razas. El 1,73% de la población eran hispanos o latinos de cualquier raza.
Según el censo, de los 6.220 hogares en el 26,0% había menores de 18 años, el 42,9% pertenecía a parejas casadas, el 14,8% tenía a una mujer como cabeza de familia, y el 38,9% no eran familias. El 35,6% de los hogares estaba compuesto por un único individuo, y el 16,0% pertenecía a alguien mayor de 65 años viviendo solo. El tamaño promedio de los hogares era de 2,19 personas, y el de las familias de 2,82.
La población estaba distribuida en un 21,8% de habitantes menores de 18 años, un 9,3% entre 18 y 24 años, un 25,6% de 25 a 44, un 23,7% de 45 a 64, y un 19,6% de 65 años o mayores. La media de edad era 40 años. Por cada 100 mujeres había 85,5 hombres. Por cada 100 mujeres de 18 años o más, había 81,0 hombres.
Los ingresos medios por hogar en la localidad eran de 23.436 dólares ($), y los ingresos medios por familia eran 35.232 $. Los hombres tenían unos ingresos medios de 29.027 $ frente a los 21.071 $ para las mujeres. La renta per cápita para la ciudad era de 15.452 $. El 22,2% de la población y el 18,2% de las familias estaban por debajo del umbral de pobreza. El 26,2% de los menores de 18 años y el 23,9% de los habitantes de 65 años o más vivían por debajo del umbral de pobreza.

## Geografía
Según la Oficina del Censo de los Estados Unidos, Corinth tiene un área total de 79,2 km² de los cuales 78,9 km² corresponden a tierra firme y 0,3 km² a agua. El porcentaje total de superficie con agua es 0,43%.